# Hangal
Hāngal är en ort i Indien.   Den ligger i distriktet Haveri och delstaten Karnataka, i den sydvästra delen av landet, 1 600 km söder om huvudstaden New Delhi. Hāngal ligger 586 meter över havet och antalet invånare är 26 604.
Terrängen runt Hāngal är platt, och sluttar österut. Runt Hāngal är det tätbefolkat, med 297 invånare per kvadratkilometer. Det finns inga andra samhällen i närheten. Omgivningarna runt Hāngal är en mosaik av jordbruksmark och naturlig växtlighet.